# Delfina
Delfina o Delfine (en griego, Δελφύνη), en la mitología griega, es el nombre de una dragona,descrita como un «monstruo salvaje» y también «medio animal, medio mujer». Ningún autor describe quiénes eran los progenitores de la criatura pero custodiaba el oráculo de Delfos en un principio, hasta que fue muerta a manos de Apolo. Nono nos dice que «Apolo tuvo que domar a la dragona Delfine y sólo entonces pasó a habitar el Éter (Olimpo)». Dionisio Periegeta menciona unas escamas de la serpiente Delfine apoyadas en el trípode de sacrificios de Apolo. Delfine a veces se identifica, ora con Equidna, ora con Pitón. Aunque Delfine es descrita como una dragona (dragón de sexo femenino) en al menos una fuente es de sexo masculino e identificado como Pitón. En otra versión se dice que Delfine recibió al monstruoso Tifón de manos de Hera y se encargó de cuidarlo personalmente.

## Himnos homéricos
La «dragona» innominada del himno se llama Delfine en la literatura posterior. «Cerca se hallaba la fuente de hermosa corriente, donde el soberano hijo de Zeus (Apolo) mató con su poderoso arco a la dragona, ahíta, grande, un monstruo salvaje, que causaba muchos daños a los hombres sobre la tierra, muchos a ellos mismos y muchos a sus ovejas de ahusadas patas, pues era un azote cruento. Antaño, tras recibirlo de Hera la de áureas flores, crio al terrible y siniestro Tifón, azote de los mortales, al que parió antaño Hera, encolerizada contra Zeus padre cuando el Cronida había engendrado a la gloriosísima Atenea en su cabeza. En cuanto a la dragona, a todo el que se la encontraba, se lo llevaba su día fatal, hasta que le lanzó un poderoso dardo el soberano certero, Apolo. Ella, abrumada por terribles dolores, yacía jadeando intensamente y rodando por el suelo. Un grito sobrehumano, indescriptible, se produjo, y por el bosque no cesaba de retorcerse violentamente, aquí y allá. Perdió la vida, exhalando un aliento ensangrentado».

## Apolodoro
Apolodoro sitúa a Delfine como la compañera de Tifón y la hace partícipe en la Tifonomaquia. «Zeus fulminó a Tifón desde lejos y cuando lo tuvo cerca lo derribó con una hoz de acero; al huir éste lo persiguió hasta el monte Casio, que se eleva sobre Siria, y allí viéndolo herido se enzarzó con él. Tifón, enlazando a Zeus con sus anillos, los sujetó, le quitó la hoz y le cortó los tendones de manos y pies; luego lo transportó sobre sus hombros a través del mar hasta Cilicia y al llegar lo abandonó en la cueva Coricia. Asimismo dejó allí los tendones ocultos en la piel de un oso y puso como guardián a la dragona Delfine, medio animal, medio mujer. Pero Hermes y Egipán sin ser vistos robaron los tendones y se los aplicaron a Zeus. Éste recobró su fuerza, e inmediatamente, transportado desde el cielo en un carro de caballos alados, persiguió con sus rayos a Tifón hasta el monte llamado Nisa, donde las Moiras engañaron al fugitivo, que, persuadido de que así se fortalecería, comió los frutos efímeros».

## Apolonio de Rodas
En las Argonáuticas Delfine es descrito como un dragón masculino; el poeta se refiere en realidad al dragón de Delfos, más conocido como Pitón. «Con ellos el noble hijo de Eagro (Orfeo), al son de su lira bistonia, comenzó un armonioso canto: cómo una vez, al pie de la rocosa cumbre del Parnaso, (Apolo) mató con sus flechas al monstruoso Delfine, siendo todavía un muchacho desnudo, todavía gozoso con sus bucles».

## Plutarco
Plutarco se refiere al monstruo que «luchó contra Apolo por el oráculo de Delfos» refiriéndola como hembra, y dice que hubo una vez en la que el oráculo de Delfos se encontraba «desolado e inaccesible» por una dragona, de hecho, «fue la desolación lo que atrajo a la criatura en lugar de que la criatura causara la desolación».